# Gentiana tetrasticha
Gentiana tetrasticha är en gentianaväxtart som beskrevs av Marquand. Gentiana tetrasticha ingår i släktet gentianor, och familjen gentianaväxter. Inga underarter finns listade i Catalogue of Life.